# Jabal Ruḩam
Jabal Ruḩam är en kulle i Förenade Arabemiraten.   Den ligger i emiratet Fujairah, i den nordöstra delen av landet, 200 kilometer öster om huvudstaden Abu Dhabi. Toppen på Jabal Ruḩam är 121 meter över havet, eller 18 meter över den omgivande terrängen. Bredden vid basen är 0,37 km.
Terrängen runt Jabal Ruḩam är kuperad åt nordväst, men åt sydost är den platt. Närmaste större samhälle är Fujairah, 8,0 kilometer öster om Jabal Ruḩam.
Trakten runt Jabal Ruḩam är ofruktbar med lite eller ingen växtlighet.